# Distretto di Minamitsugaru
Il distretto di Minamitsugaru (南津軽郡, Minamitsugaru-gun?) è uno dei distretti della prefettura di Aomori, in Giappone.
Attualmente fanno parte del distretto i comuni di Fujisaki, Inakadate e Ōwani.